# Барзани, Идрис
Идрис Барзани (курд. Idrîs Barzanî; 1944 — 31 января 1987) — деятель национально-освободительного движения в Иракском Курдистане.
Сын Мустафы Барзани. После начала Сентябрьского восстания 1961 года присоединился к пешмерга и впоследствии стал одним из высших военных руководителей у курдов, демонстрируя незаурядные военные таланты. Он осуществлял (до прибытия отца) общее руководство на первом этаме сражения под Ревандузом, являвшегося крупнейшей победой курдов за всё время восстания. После заключения мирного договора с Саддамом Хусейном 11 марта 1970 года отец послал его с дипломатическими и представительскими миссиями в Багдад; во время одной из поездок, в ночь на 7 декабря 1970 года, его автомобиль был обстрелян агентами спецслужбы (однако в машине был не Идрис, а другие лица).
Летом 1972 года Барзани отправил Идриса в Вашингтон, где тот вёл переговоры с директором ЦРУ Хельмсом и представителем Совета национальной безопасности Кеннеди об условиях американской помощи курдам.
В марте 1974 года Идрис вёл последний раунд переговоров с Саддамом Хусейном и сообщил ему об отказе курдов принять «Закон об автономии». С возобновлением боевых действий он стал начальником курдского штаба. После поражения восстания жил в Иране, занимаясь реорганизацией партии и, прежде всего, возобновлением вооружённой борьбы. У него были натянутые отношения со своим единокровным братом Масудом, и Мустафа Барзани беспокоился, что после его смерти соперничество братьев развалит ДПК. Однако братья мирно поделили сферы ответственности: Идрис взял себе военные, Масуд — политические дела.
С тех пор Идрис фактически руководил военной деятельностью ДПК вплоть до своей внезапной смерти от инфаркта в 1987 году. Человек прямой, волевой и суровый, он пользовался неограниченным влиянием на пешмерга. Его сын Нечирван — президент Региона Курдистан.